# The Chipmunk Song (Christmas Don't Be Late)
The Chipmunk Song (Christmas Don't Be Late) o semplicemente The Chipmunk Song è una brano musicale natalizio inciso nel 1958 dal gruppo musicale immaginario a cartoni animati Alvin and the Chipmunks e pubblicata nel singolo The Chipmunk Song (Christmas Don't Be Late)/Almost Good, estratto dall'album di debutto del gruppo Let's All Sing with The Chipmunks. Autore del brano è il creatore del gruppo Ross Bagdasarian (alias il David Seville del gruppo)..
Il singolo fu pubblicato su etichetta Liberty e rappresentò il singolo di debutto per Alvin and the Chipmunks.  Fu l'ultimo singolo natalizio a raggiungere il primo posto delle classifiche negli Stati Uniti.
Vari artisti hanno inciso in seguito una cover del brano.

## Storia

### Composizione
Ad ispirare a Ross Bagdasarian la composizione del brano fu il figlio Adam, che già in settembre iniziava a chiedergli quanto tempo mancasse ancora al Natale.
Prima della stesura definitiva, furono composte tre versioni, una strumentale, una intitolata "The Village Park", e una terza, quella definitiva, intitolata appunto "The Chipmunk Song".

### Il successo discografico
Dopo sole tre settimane di uscita, il singolo aveva già venduto 2,5 milioni di copie negli Stati Uniti.
Il disco raggiunse il primo posto delle classifiche il 22 dicembre 1958.

## Testo
(The Chipmunk Song (1958))
Il brano esprime il desiderio di un bambino impaziente che il Natale, che per lui rappresenta il periodo dei giocattoli, arrivi presto.

## Cover
Tra gli artisti che hanno inciso una cover del brano, figurano (in ordine alfabetico):
- The Bottom Line Duo (2001)
- Tamar & Trina Braxton
- Alison Brown Quartet & Joe Craven (2008)
- Stephen Carona (2007)
- The Eastern Sea (2012)
- Baba Elefante (2011)
- Bobby Gibson (2007)
- Cast di Glee
- The Good Lovelies (2009)
- Jamie Grace (2011)
- Hondo (2010)
- Bob Kames (1959)
- Lost Dogs (1999)
- Joey McIntyre (2010)
- Hawk Nelson (2010)
- Grant Osborne, Peter Innocenti & Jeff Crouse (2009)
- Danny Peck (2014)
- Bret Phillips (2015)
- Adam Rafferty (2009)
- Jimmy Rogers (1965)
- Phillyce Taylor & The Dream Machine (2000)
- Jaci Velázquez con Alvin and the Chipmunks
- Benny Weinbeck (2005)
- Zupe (2011)

## Adattamenti in altre lingue
- Il brano è stato adattato in danese nel 1959 da Sejr Volmer-Sørensen con il titolo Tre små aber (ovvero "Tre piccole scimmie").[2] Questa versione è stata incisa da Birthe Wilke.[2]